# Paraleptophlebia traverae
Paraleptophlebia traverae är en dagsländeart som beskrevs av Mccafferty och Boris C. Kondratieff 1999. Paraleptophlebia traverae ingår i släktet Paraleptophlebia och familjen starrdagsländor. Inga underarter finns listade i Catalogue of Life.